# 张村镇 (邓州市)
张村镇，是中华人民共和国河南省南阳市邓州市下辖的一个乡镇级行政单位。

## 行政区划
张村镇下辖以下地区：
张北社区、张南社区、冠军村、五户村、郭王村、路寨村、贾桥村、朱营村、西裴营村、芦家村、杨楼村、高刘村、西河村、杜庄村、程营村、堰子赵楼村、梁庄村、路庄村、赵家村、堰子王营村、李洼村、崔坡村、上营村、高家村和李楼村。